# Claes Zettermarck
Claes Göran Ragnar Zettermarck, född 24 augusti 1947, är en svensk advokat inriktad på tvistelösning, företrädesvis som skiljeman. Han har under större delen av sitt yrkesliv varit verksam vid den internationella advokatbyrån White & Case, där han var delägare. Åren 2011–2013 var han även ordförande för Sveriges advokatsamfund.

## Biografi
Zettermarck studerade vid Stockholms universitet och 1972 avlade han juristexamen (LL.M.). Efter studierna var han verksam som universitetslektor vid Örebro universitet åren 1972–1973. Därefter var han tingsnotarie vid Södertörns tingsrätt åren 1973–1975, och sedan även fiskalaspirant och hovrättsfiskal vid Svea hovrätt fram till 1977.
Han var biträdande jurist och delägare vid advokatbyrån Palm-Jensen Roos under perioden 1977–1983. Han värvades sedan till den internationella advokatbyrån White & Case, där han kom att vara verksam under större delen av sitt yrkesliv. Han kom till byrån 1983 och var med och etablerade byråns kontor i Stockholm. Han lämnade byrån 2013 för att istället starta den egna byrån Lundblad & Zettermarck tillsammans med advokat Claes Lundblad.
Under perioden 2009–2013 var han ledamot av Sveriges advokatsamfunds huvudstyrelse varav 2009–2011 som vice ordförande och 2011–2013 som dess ordförande.